# 1478 Vihuri
Vihuri (asteróide 1478) é um asteróide da cintura principal, a 2,2422328 UA. Possui uma excentricidade de 0,0908828 e um período orbital de 1 414,75 dias (3,87 anos).
Vihuri tem uma velocidade orbital média de 18,96541375 km/s e uma inclinação de 7,84132º.
Esse asteróide foi descoberto em 6 de Fevereiro de 1938 por Yrjö Väisälä.